# Адрано
Адрано (итал. Adrano) је насеље у Италији у округу Катанија, региону Сицилија.
Према процени из 2011. у насељу је живело 34446 становника. Насеље се налази на надморској висини од 593 м.

## Становништво
Према резултатима пописа становништва 2011. у општини је живело 35.549 становника.
| 1931.  | 1936.  | 1951.  | 1961.  | 1971.  | 1981.  | 1991.  | 2001.  | 2011.  |
| ------ | ------ | ------ | ------ | ------ | ------ | ------ | ------ | ------ |
| 23.654 | 24.515 | 27.182 | 31.532 | 32.129 | 33.220 | 32.717 | 34.490 | 35.549 |